# Pieter Gillis
Pietro Gillis (Anversa, 1486 – Anversa, 11 novembre 1533) è stato un giurista e umanista fiammingo, conosciuto anche con il nome latinizzato di Pietro Egidio, vissuto nel XV secolo.

## Biografia
Nel corso della sua vita ricoprì l'incarico di segretario della città di Anversa; fu amico di Thomas More e di Erasmo da Rotterdam.
Thomas More gli dedicò la sua opera L'Utopia, dove Gillis appare come personaggio nel primo libro. Si ritiene inoltre che sia stato Gillis ad ideare la lingua artificiale presentata nel libro come il linguaggio di Utopia.
Gillis e More si erano incontrati durante un viaggio diplomatico di quest'ultimo ad Anversa.

## Opere
- (LA)  Threnodia seu lamentatio in obitum Maximiliani Caesaris, 1519.